# Agron (kung)
Agron var de illyriska ardianernas kung från 250 f.Kr. till 231 f.Kr., vilka bildade ett mäktigt illyriskt kungarike. Han efterträdde sin far Pleuratus II. Han upprätthöll sitt illyriska kungarike genom att plundra romerska och hellenska fartyg i Adriatiska havet.
Agron är mest känd för sin seger över det aitolianska förbundet, varefter han plötsligt dog (av alkoholförgiftning). Han efterträddes av sin andra hustru Teuta.
Agrons första hustru var Tritueta. Hon var mor till Pinnes. Hans andra hustru var Teuta. Pinnes var de jure regent efter faderns död men Teuta var de facto regent.
Agron nämns av historikerna Appianos och Polybios. Polybios beskrev honom som den mäktigaste kungen som någonsin hade regerat över illyrien.
Många män och pojkar i Albanien i dag bär hans namn.